# 克里斯托弗·诺兰
克里斯多福·愛德華·諾蘭爵士 CBE（1970年7月30日—），英裔美國電影導演，以複雜情節的好萊塢大片聞名，並被認為是21世紀頂級電影製作人。他的電影全球票房已達60億美金，成為有史以來第六高電影票房收入的導演，同時拿下兩座奧斯卡金像獎、金球獎和兩座英国电影学院奖。諾蘭因對電影的貢獻分別於2019年被授予大英帝國勳章，及2024年被授予爵士頭銜。
諾蘭從小就對電影製作產生興趣，在伦敦大学学院就讀英語文學後製作了幾部短片，接著便是長片首作（1998年）。諾蘭憑藉第二部電影《凶心人》（2000年）取得國際認可，並以《白夜追兇》（2002年）從獨立製作轉型至大廠製作。他憑《黑暗騎士》三部曲（2005至2012年）成為備受關注的導演後，《頂尖對決》（2006年）、《全面啟動》（2010年）、《星际穿越》（2014年）和《敦克爾克大行動》（2017年）更為名利雙收。發行《TENET天能》（2020年）後，諾蘭離開合作多年的發行商，跟环球影业簽署傳記驚悚片《奧本海默》（2023年）的合約，此片為他摘得奧斯卡金像獎最佳導演及最佳影片。
諾蘭的電影頻繁出現在各類十年最佳影片榜單，主題注入形上學的觀點之餘，還有知識論、存在主義、人類倫理、時間結構及記憶和個人身份的可塑性。他的作品充滿受到數學影響的圖像和概念、非常規的敘事結構、現場特效、實驗性音景、大畫幅膠片攝影和唯物主義角度。他和弟弟合寫了幾部電影，並與妻子艾玛·托马斯一起經營切分音製片公司。

## 早年經歷
1970年7月30日，克里斯多福·愛德華·諾蘭在倫敦西敏出生。父親布蘭登（Brendan）是愛爾蘭裔的英國廣告主管，曾擔任創意總監；母親克里斯蒂娜（Christina）曾是來自伊利诺伊州的美國空姐，後來做英語老師。他有個哥哥馬修（Matthew），而弟弟也是電影製作人。三人在海格特長大，均為天主教徒，夏天會在埃文斯頓度過。諾蘭年幼時也曾在芝加哥待過，並同時擁有英美雙國籍。

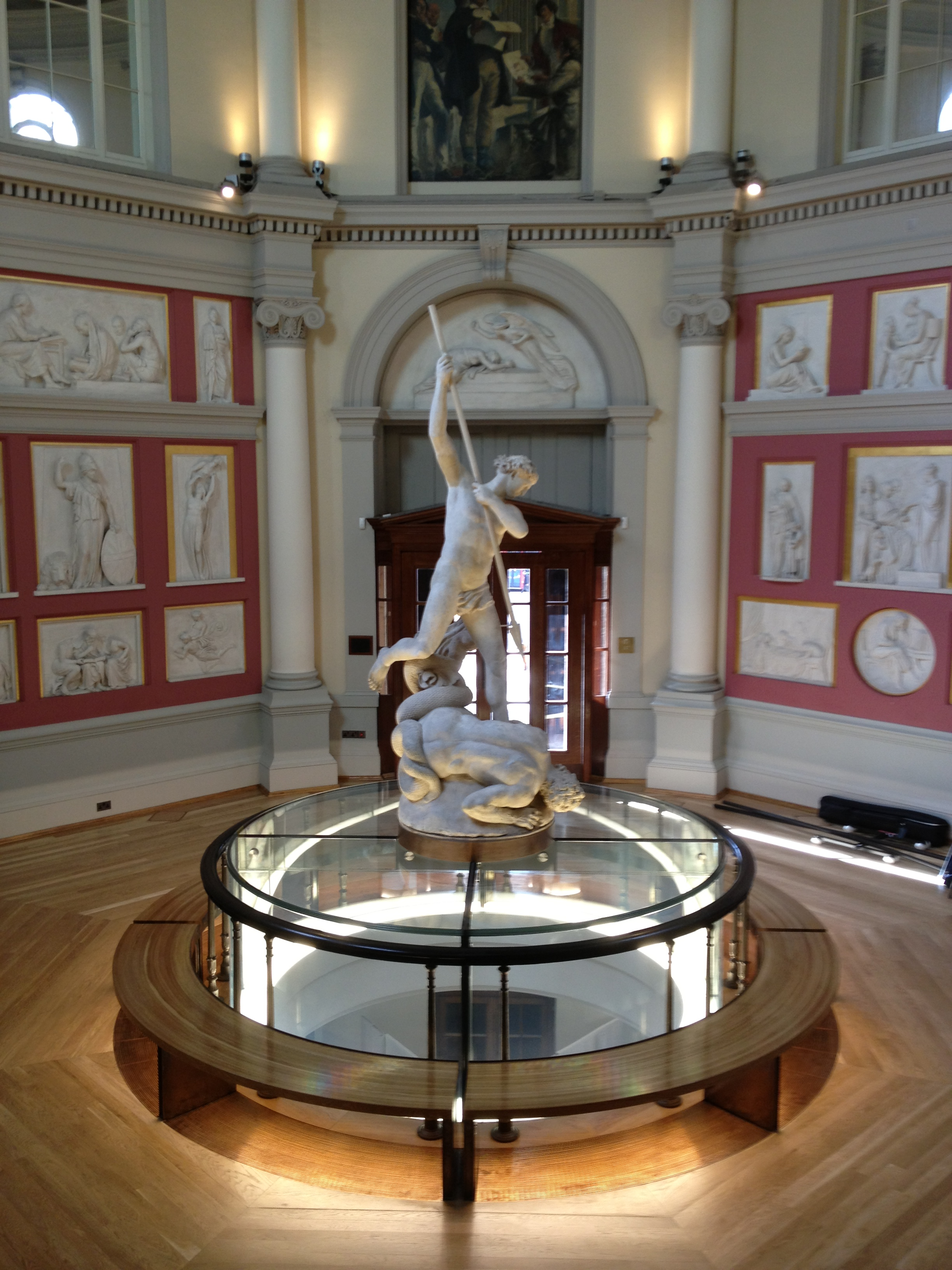
諾蘭曾就讀伦敦大学学院，當中的弗拉克斯曼展覽館在《全面啟動》（2010年）有取景

在成長過程中，諾蘭尤其受到雷利·史考特的作品、科幻電影《2001太空漫遊》（1968年）和（1977年）的影響，他會反覆觀看後者並大面積研究其製作。諾蘭從7歲就開始拍電影，像是借用父親的超8攝像機來拍自己可動人偶的短片，包括向《星際大戰》致敬的定格动画片《太空大戰》（Space Wars），弟弟強納森參演之餘，還用「黏土、麵粉、雞蛋盒和捲筒衛生紙」製作佈景。諾蘭的叔叔曾在NASA為阿波羅火箭建造制導系統，所以給了些發射鏡頭，他後來談及：「我把它們從屏幕上重新拍攝下來，接著切入，認為沒人會注意到」。他11歲時就立志成為專業電影製作人。1981至1983年，諾蘭就讀薩里郡韦布里奇的天主教巴羅山預科學校。諾蘭青少年時開始與阿德里安（Adrien）和罗科·贝利克一起拍電影，他和罗科共同執導的超現實8毫米膠片電影《塔朗特舞》（Tarantella，1989年）在公共广播电视公司的獨立電影和影片展示劇《影像聯盟》（Image Union）放映。2021年，有粉絲把《塔朗特舞》上傳到網上，遭到諾蘭的製作公司提出侵權索賠，並要求刪除影片。
諾蘭在郡赫特福特希斯的私立學校黑利伯瑞和帝國服務學院接受教育，後來在倫敦大學學院學習英語文學。他之所以不讀傳統的電影教育，而是「與此無關的學位」，是因為父親覺得這樣「會對事物有不同看法」。而他選擇倫敦大學學院是為了電影製作設備，包括Steenbeck剪輯套裝和16毫米膠片攝像機。諾蘭是聯盟電影協會的主席，他會在學年期間與艾玛·托马斯（女友和未來妻子）一起放映35毫米膠片的劇情長片，並用賺來的錢在暑假製作16毫米膠片電影。

## 事業

### 起步和突破（1993至2003年）
諾蘭於1993年拿到英語文學學士學位後，曾做過劇本讀評人、攝影機操作員、企業影片和工業電影的導演。他執導、編劇和剪輯《盜竊》（Larceny，1996年），其是在一個週末以有限的設備和小型劇組拍攝的黑白短片。影片由諾蘭出資，使用倫敦大學學院聯盟電影協會的器材拍攝，在1996年劍橋影展放映，並被認為是倫敦大學學院的最佳短片，但因不明原因，其消失在公眾視野。諾蘭拍攝第三部短片（1997年），講述一個男人看似用鞋子追打昆蟲，實則是縮小的自己。
諾蘭和湯瑪斯在1990年代首次嘗試製作長片《拉里·馬奧尼》（Larry Mahoney），但最終放棄。諾蘭這段時間幾乎沒有成功落實項目，多次遭到拒絕，他補充說：「英國的資金池非常有限。老實說，這是個非常排外的地方……（我）從來沒有得過英國影業的任何資助」。
諾蘭放棄《拉里·馬奧尼》不久後開始構思長片處女作（1998年），負責編劇、執導、拍攝和剪輯，並講述失業的年輕作家（傑瑞米·西奥伯德飾）在倫敦跟蹤陌生人來為首部小說尋找素材，但由於未能保持距離而捲入充滿罪犯的地下社會。影片啟發自諾蘭居住在倫敦的公寓被盜，他觀察到盜竊和在人群中追捕某人的共同特質都是跨越了社會界限。《跟蹤》由諾蘭、湯瑪斯和西奥伯德製片，預算大約3000英鎊，劇組大多數成員都是導演的朋友，並在一年中數個週末進行拍攝。為了節省電影膠卷，每一幕都經過大量的排練，來確保第一或第二顆鏡頭能用作最後剪輯，此外该电影还大量使用现有光源进行拍摄。《跟蹤》在影展上映期間贏得多個獎項，並取得評論界稱讚，認為諾蘭是才華橫溢的新人。《洛杉磯新時報》的斯科特·廷伯格認為電影「模仿了希區考克的經典作品」，但「更短小精悍」。《紐約時報》的珍妮特·馬斯林對其「簡樸的外觀」和「敏銳的手持摄影技巧」感到印象深刻，並表示「因此演員由始至終都成功（保持）令人信服的狀態，讓電影最終巧妙地編織在一起」。
隨著《跟蹤》的成功，諾蘭有機會製作《凶心人》（2000年），這也成為他的突破性電影。弟弟強納森向他提出了個想法：患有的男人利用筆記和紋身來找出殺害妻子的兇手。強納森將這個點子寫成短篇小說《死亡象征》（2001年），諾蘭改編劇本時把故事反過來，新市場影業的行政主管亞倫·瑞德（Aaron Ryder）稱這「可能是我見過最新穎的劇本」。影片最後被選中並獲得450萬美金的預算，由和主演。由於大廠擔心電影不會吸引過多的觀眾而拒絕發行，所以新市場也負責這個職務，在500家影院放映打好口碑後，入帳4000萬美元。《凶心人》於2000年9月在威尼斯电影节舉行首映，並取得好評。《华尔街日报》的喬·摩根斯坦在評論時寫道「我不記得什麼時候有部電影會同時看起來如此聰明、出乎意料的動人和狡猾有趣」。貝斯爾·史密斯（Basil Smith）在《新黑色的哲學》（The Philosophy of Neo-Noir）拿约翰·洛克的《人類理解論》作出比較，稱此書和諾蘭在電影中都有探討意識記憶構成我們的身份這個主題。《凶心人》為諾蘭獲得許多榮譽，包括入圍奧斯卡金像獎和金球獎最佳劇本，及獨立精神獎的最佳導演和最佳劇本。六個影評人將其列入2000年最佳電影。2001年，諾蘭和艾瑪·湯瑪斯創立切分音製片公司。
電影製作人史蒂芬·索德柏對諾蘭在《凶心人》的表現留下好印象，所以將他推薦給华纳兄弟來執導心理驚悚片《白夜追兇》（2002年），儘管大廠最初想要經驗更豐富的導演。影片翻拍自1997年同名挪威驚悚片，並被視為「諾蘭電影作品的異類」，原因是其缺乏他眾所周知的非常規風格。《白夜追兇》由、和希拉里·斯旺克主演，講述兩名洛杉磯警探派往阿拉斯加州北部小鎮去調查當地少年謀殺案，而在上映後叫好叫座，以4600萬美金的預算賺入1億1300萬美金的票房。影評人罗杰·埃伯特稱讚這部電影在道德和罪責問題上引入新的觀點和想法，並補充道：「與大多數翻拍電影不同，諾蘭的《白夜追兇》不是蒼白的翻新，而是重新審視素材，就像全新製作一齣好戲」。《時代》的理查德·什克爾覺得《白夜追兇》是《凶心人》「當之無愧的接替者」，並且是「氛圍大勝不太神秘的謎團」。
《跟蹤》、《凶心人》和《白夜追兇》確立了諾蘭「電影作者」的形象。諾蘭拍完《白夜追兇》就為傳記片創作劇本，但得知马丁·斯科塞斯已經拍出類似的電影（2004年）後不情願地擱置這個項目。隨後，他曾短暫獲福斯探照灯影业邀請執導改編自露丝·伦德尔小說《通往街道的钥匙》的電影，但最後選擇《蝙蝠俠：開戰時刻》（2005年），同時拒絕執導歷史史詩片《特洛伊：木馬屠城》（2004年）。2003年4月，電影製作人得知原本加入的演員裘德·洛轉而跟諾蘭合作，在好萊塢派對挾著他的頭，並施壓一定要讓洛退出來體現「藝術上的團結」。

### 取得廣泛認可（2003至2013年）
2003年初，諾蘭接洽華納兄弟，提出要根據蝙蝠俠的起源故事來製作新電影的想法。諾蘭著迷於呈現出比漫畫書中的奇幻故事更真實的世界，所以在拍攝過程中極為依賴傳統特技和微縮模型效果，鮮少使用電腦合成影像。《蝙蝠俠：開戰時刻》是諾蘭當時參與過的最大項目，一經上映後無論商業還是評論都大獲成功。克里斯汀·貝爾主演布魯斯·韋恩/蝙蝠俠，再加上其他演員、摩根·弗里曼和，《蝙蝠俠：開戰時刻》重新開啟系列電影。《蝙蝠俠：開戰時刻》是2005年票房第九高的電影，其心理深度和當代意義受到讚譽，並被認為是2000年代最具影響力的電影。電影編劇伊恩·內森（Ian Nathan）寫諾蘭在職業生涯的五年間「從無名小卒（變成）獨立電影的寵兒，再到取得好萊塢最大資產（電影）的創意控制權，並（有可能無意）激起會重新定義整個行業的流派」。
諾蘭執導、共同編劇和監製《頂尖對決》（2006年），改編自的小說，講述19世紀兩個敵對的魔術師。劇本是兩兄弟斷斷續續合作五年的結果，強納森早在2001年就開始創作，而諾蘭也早於2003年就打算製作這部電影，但同意拍《蝙蝠俠：開戰時刻》之後就推遲了這個項目。《頂尖對決》由休·傑克曼和克里斯汀·貝爾主演敵對的魔術師，獲得好評之餘，還入圍兩項奧斯卡金像獎。羅傑·埃伯特稱影片為「真正的電影——大氣、令人著迷、（會當）撒旦崇拜」，《洛杉磯時報》的肯尼斯·圖蘭表示其是「雄心勃勃且令人不安的情節劇」。《衛報》的菲利普·法蘭奇寫道「除了會讓知識分子和研究哲學的人感到興奮外，《頂尖對決》還引人入勝、扣人心弦、神秘、動人，及常常（帶有）黑色幽默」。雖然票房預測不佳，但影片還是以4000萬美金的預算賺入超過1億900萬美金。

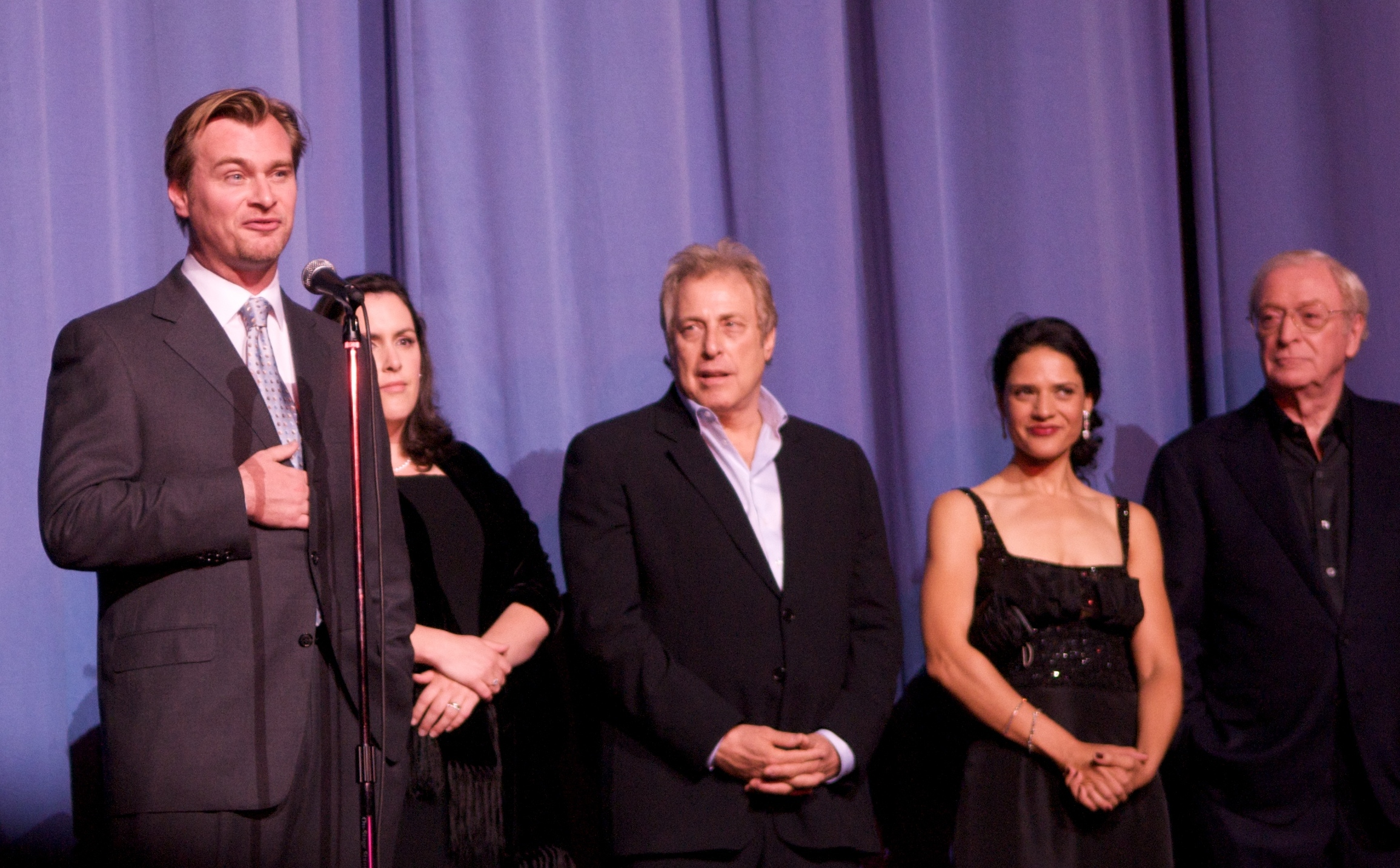
諾蘭（左）和《黑暗騎士》劇組於2008年出席在倫敦的歐洲首映會

《蝙蝠俠：開戰時刻》的續集《黑暗騎士》（2008年）是諾蘭下個投機冒險。他起初不願拍攝續集，但在華納兄弟的再三堅持下只好同意。諾蘭以拓寬畫布來進一步說明首集的黑色特性和呈現出「不斷發展的城市故事、大型犯罪故事……你會看到警察、司法系統、義警、窮人、富人、罪犯」。諾蘭還是不太用電腦合成影像，並採用高解析度IMAX錄影機，成為首部有這項技術的主流電影。《黑暗騎士》被評為2000年代最佳電影和有史以來最佳超級英雄電影。許多影評人稱《黑暗騎士》是「有史以來最成功的漫畫電影」。《紐約時報》的曼諾拉·達吉斯覺得這部電影比許多好萊塢大片具有更高的藝術水平：「其平衡藝術與商業、詩意與娛樂之間的分水嶺，以（改編）漫畫的種類（來說）比任何好萊塢電影都更黑暗和更深刻」。埃伯特持有相似看法，稱「這部焦慮不安的電影超越起源故事並成為引人入勝的悲劇」。《黑暗騎士》在上映期間締造許多票房紀錄，全球入帳10億美金。電影在第81屆奧斯卡金像獎入圍八項，並贏得最佳音效剪輯（理查德·金）和最佳男配角（希斯·萊傑），但未能獲得最佳影片提名而讓媒體感到憤怒。奧斯卡從2010年開始將最佳影片提名從五部提升到十部，這一變化被稱為「黑暗騎士規則」。諾蘭也因這部電影的執導能力而獲得許多榮譽。2000年代末，有報導稱他會執導1960年代電視劇《密諜》的電影改編版。
《黑暗騎士》的成功讓華納兄弟與諾蘭簽約，於是他編劇、執導和共同監製自己9年前就開始構思的電影《全面啟動》（2010年）。諾蘭稱這部電影是「以思想架構為背景的當代科幻動作片」。影片由莱昂纳多·迪卡普里奥領銜主演，並群星薈萃，經上映後口碑票房雙得利。影評人馬克·科莫德（Mark Kermode）稱其為2010年最佳電影，認為「《全面啟動》證明人並非愚蠢，電影不是垃圾，大片和藝術有可能是一回事」。哲學教授大衛·凱爾·約翰遜（David Kyle Johnson）寫道「《全面啟動》一經銀幕上映就成為經典」，稱讚影片探索了些哲學思想，像是信仰之躍和地穴寓言。電影全球票房為8億3600萬美金。影片入圍八座奧斯卡金像獎，包括最佳影片和最佳原創劇本，最終贏得最佳攝影、最佳混音、最佳音效剪辑和最佳視覺效果。諾蘭也入圍英國電影學院獎和金球獎最佳導演，及其他榮譽。

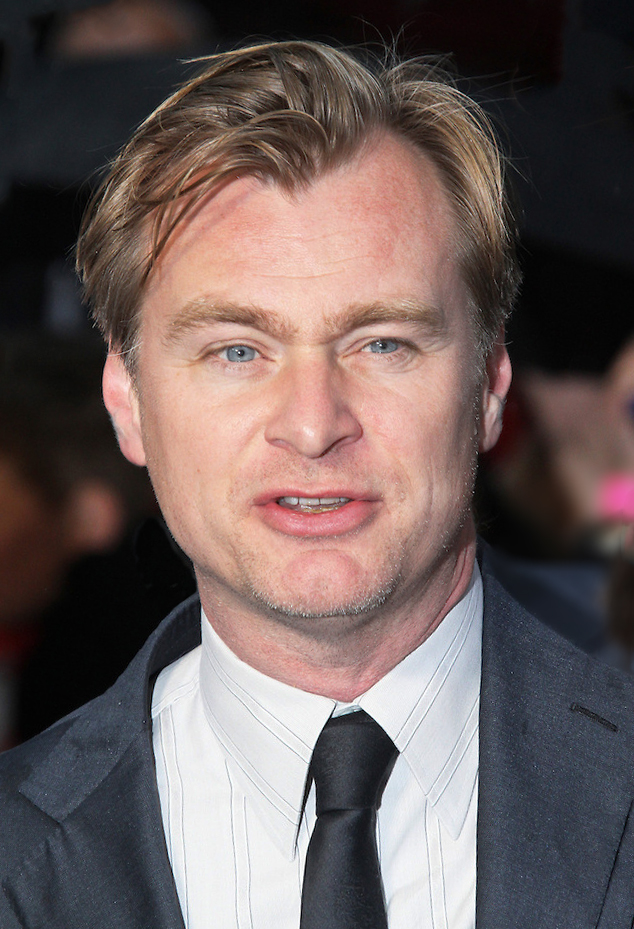
諾蘭於2013年出席《超人：钢铁英雄》在倫敦的首映會

諾蘭第三部和最後一部蝙蝠俠電影《黑暗騎士：黎明昇起》（2012年）上映期間，英國電影協會的約瑟夫·貝文（Joseph Bevan）寫了篇有關他的簡介：「在短短十多年的時間裏，克里斯多福·諾蘭從前途無量的英國獨立導演直衝到無容置疑（擁有）有才華且超脫這個全新商標的大師」。諾蘭起初有些猶豫，但還是同意回歸執導《黑暗騎士：黎明昇起》，並與弟弟和大衛·S·高耶共同開發個他覺得能為三部曲畫上圓滿句號的故事。電影上映後口碑不錯，肯尼斯·圖蘭認為電影「強大、有說服力和具催眠作用」，並「不僅是卓越的超級英雄電影，更是以任何標準來說都是大師級的電影製作」。《哈芬登郵報》的克莉絲汀·萊米爾認為諾蘭以「慣有的壯觀、十分宏偉的方式」來結束三部曲，但不喜歡「超負荷的」故事和過度的絕望。《黑暗騎士：黎明昇起》票房大賣，成為第十三部收入達到10億美金的電影。一名持槍歹徒在科羅拉多州奥罗拉的影院播放這部電影時向內開火，造成12死58傷。諾蘭發表聲明，向他稱之為「愚蠢悲劇」下的受害者表示哀悼。
《蝙蝠俠》三部曲激發出未來超級英雄電影的趨勢，並嘗試複製其不加掩飾且具現實感的風格，但收效甚微。在最近的超級英雄電影未能達到預期時，第二部尤其復興這一類型。《衛報》的本·柴爾德（Ben Child）稱這三部電影「在未來數十年還是該類型中最激動人心的圖騰」。在討論《黑暗騎士：黎明昇起》的故事時，高耶告訴諾蘭自己對（2013年）的想法，於是後者負責監製此片。諾蘭十分喜歡查克·史奈德的（2006年）和《守護者》（2009年），所以聘請他來執導。《超人：鋼鐵英雄》由亨利·卡維爾主演得知自己是個強大外星人的克拉克·肯特，雖評價褒貶不一，但還是以2億2000萬美金的預算賺進超過6億6000萬美金的票房。

### 《星际穿越》、《敦克爾克大行動》與其他活動（2014至2019年）

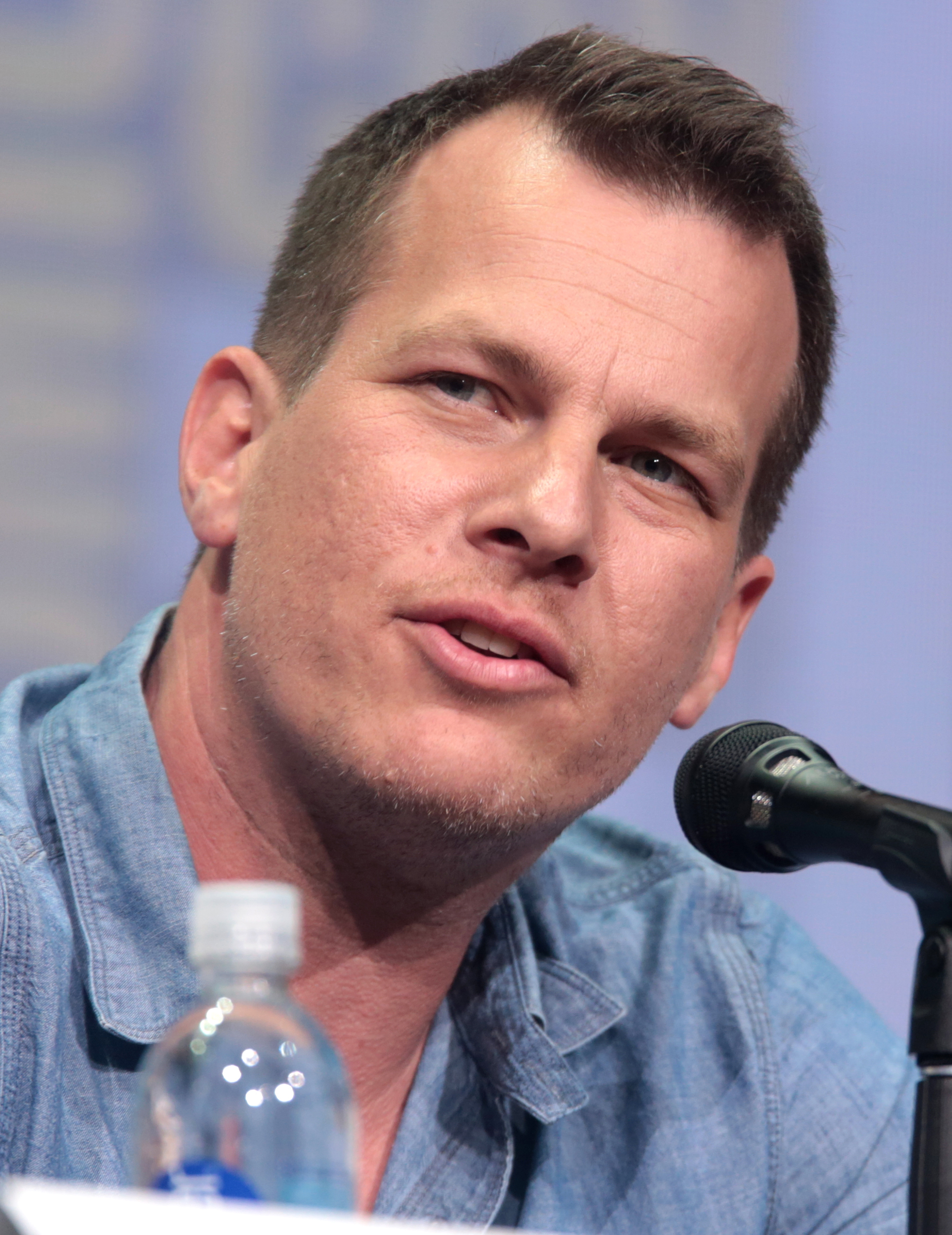
諾蘭和弟弟乔纳森（攝於2017年）一起寫了幾部劇本，包括《星际穿越》

諾蘭接下來執導、編劇和監製科幻片《星际穿越》（2014年），劇本初稿由乔纳森·诺兰創作，導演原定是斯蒂芬·斯皮尔伯格。影片根據理論物理學家基普·索恩的科學理論，講述一群宇航员穿越蟲洞去尋找人類新家園。諾蘭於2014年討論電影的物理學時，表達出對科學客觀規律的欣賞，並希望這能應用在「我們文明的方方面面」。《星际穿越》由马修·麦康纳、安妮·海瑟薇和杰西卡·查斯坦主演，受到好評之餘，全球票房為7億7300萬美金。《紐約時報》的A·O·史考特表示《星际穿越》「視覺炫目，主題有野心」，並認為其是「充斥著悲痛、恐懼和後悔的大型未來主義冒險」。紀錄片導演托妮·梅耶斯稱這部電影是「真正的藝術作品」，並稱讚其探索了跨越多代的故事。《星际穿越》科學性上的準確性尤其廣受讚譽，有兩篇學術論文因此發表，《美國物理學期刊》甚至呼籲學校科學課播放這部電影。電影在第87屆奧斯卡金像獎贏得最佳視覺效果，並獲得其他四項提名。同樣於2014年，諾蘭和艾瑪·湯瑪斯擔任長期合作的電影攝影師的導演處女作《全面進化》的執行製作人。
2010年代中旬，諾蘭參與多項電影保存的活動和發行名不見經傳導演的作品，他的切分音製片公司還與時代精神影業合資來發行後者電影的藍光光碟。諾蘭執導講述奎氏兄弟的動畫紀錄短片《奎氏兄弟》（2015年），也以藍光形式發行，並同時發起兩人的戲劇巡演，播映《寫一場惡夢給你》、《噩夜航程》（The Comb）和《鱷魚街》。IndieWire表示這對兄弟「無疑會因諾蘭而收穫成千上百的粉絲，因此35毫米膠卷中的奎氏兄弟將永遠是後者對電影業最重要的貢獻」。諾蘭提倡模擬媒介應存留下來，所以與視覺藝術家塔西塔·迪恩邀請美國主要電影檔案館、實驗室和放映機構的代表參加2015年3月在蓋蒂博物館舉行的非正式峰會《重塑電影未來》（Reframing the Future of Film），接下來則在倫敦的泰德現代藝術館、墨西哥城的塔馬約博物館和孟買的塔塔剧院舉辦活動。2015年4月，諾蘭加入致力於電影保存的非營利組織電影基金會的董事會，並與马丁·斯科塞斯一起被國會圖書館任命為國家影片保存委員會的美國導演工會代表。諾蘭還在電影電視基金理事會任職。
諾蘭做完查克·史奈德的（2016年）和《正義聯盟》的執行製作人，便重返《敦克爾克大行動》（2017年）的導演崗位。影片改編自他自己的原始劇本，與湯瑪斯共同監製，並講述二戰期間同盟國士兵於1940年撤離法國海灘。諾蘭認為這部電影是有著三聯畫結構的生存故事，希望製作齣少對白、「純感官，幾乎是實驗性的電影」。他表示自己一直等到贏得大廠信任，可以用美國預算來製作英國電影，才開拍《敦克爾克大行動》。諾蘭在拍攝前曾向史匹柏尋求建議，後者在接受《綜藝》訪問時表示：「知道也尊重克里斯（·諾蘭）是世界上最有創意的電影導演，我對他的建議就是為歷史劇做研究時要真誠對待，接著才是自己的想像力，就跟我在（的做法）一樣」。《敦克爾克大行動》是群演電影，取得廣泛好評之餘，票房成績也十分強勁，全球共賺進5億2600萬美金，為有史以來最高收入的二戰電影。《旧金山纪事报》的米克·拉塞爾表示「這是有史以來最好的戰爭片，在外觀、處理方式和對觀眾的影響（與其他電影）明顯不同。有些電影十分罕見，可以讓你擺脫當前的環境，讓你完全沉浸在另種體驗，以至於觀看時會讓你瞠目結舌，《敦克爾克大行動》就是這樣的電影」。電影獲得許多榮譽，包括諾蘭首次入圍奧斯卡最佳導演獎。

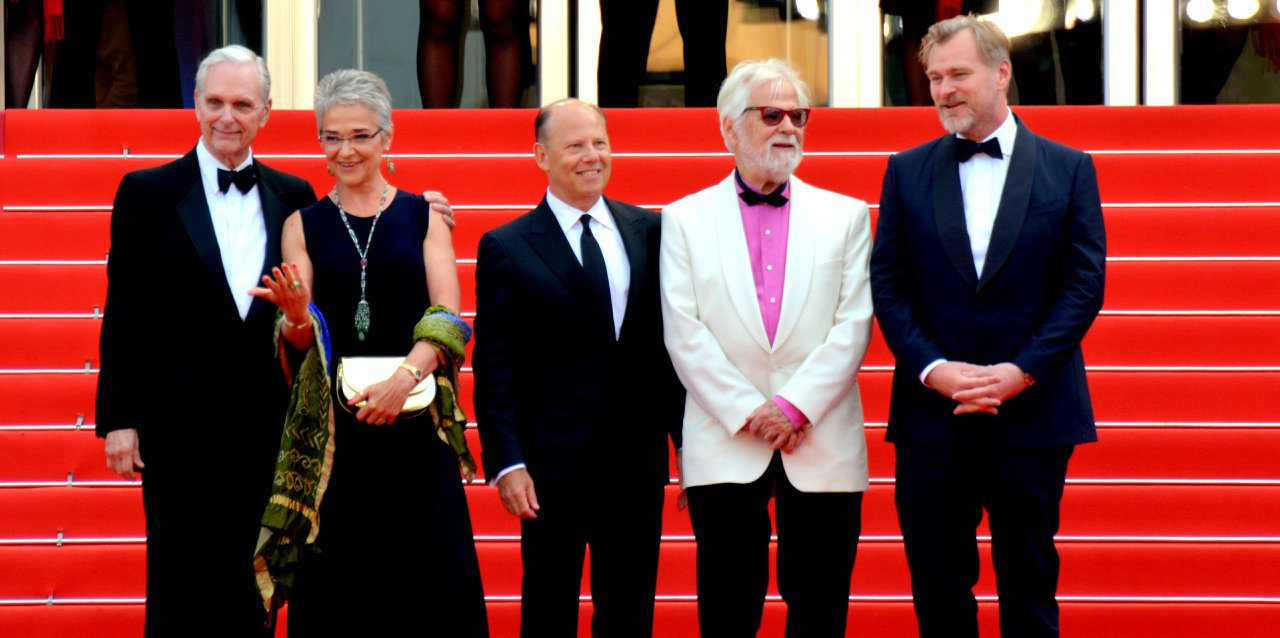
諾蘭（右）與凱爾·杜拉、卡塔琳娜·庫柏力克（Katharina Kubrick）、羅納德·桑德斯（Ron Sanders）和简·哈兰出席第71屆坎城影展

2018年，諾蘭監督斯坦利·库布里克《2001太空漫遊》（1968年）的70毫米膠卷新版，由原始攝像機負片製作，並由他在第71屆坎城影展作引見。《今日美國》注意到影展觀眾迎接這位導演「就像（見到）搖滾明星一樣起立歡呼」。一年後，諾蘭和湯瑪斯在奎氏兄弟執導的動畫短片《人偶的呼吸》（The Doll's Breath，2019年）被冠上執行製作人的稱號。

### 《TENET天能》和《奧本海默》（2020年至今）
科幻片《TENET天能》（2020年）被《星期日泰晤士報》的湯姆·香妮稱作「在所有諾蘭風格的東西下重複震撼世界」，為他的下部導演作品。諾蘭仔細思考了劇本中心思想十多年，之後花了五年多來創作。《TENET天能》因推遲上映三次，並是疫情封城後首部在影院開場的好萊塢票房片。電影講述無名主角（約翰·大衛·華盛頓飾）穿越時空去阻止威脅世界的襲擊，以2億美金的製作預算賺進3億6300萬美金，為諾蘭首部票房不佳的影片。《TENET天能》是導演職業生涯中評價最兩極分化的作品，評論界稱讚執導，但認為故事令人困惑。《衛報》的彼得·布拉德肖給這部電影滿分五顆星，稱其是「大腦的裝飾樂段，不動聲色就能讓發展瘋狂到讓人難以置信，類固醇能量和想像力都漫溢出來」。《好萊塢報導》的萊斯利·費爾珀林（Leslie Felperin）則認為其是部「冷淡又理性的電影，很容易欣賞，尤其是因為其充斥著大膽和獨創性，但幾乎很難愛上，原因是其缺乏某種人性」。電影在第93屆奧斯卡金像獎拿下最佳視覺效果和最佳藝術指導。諾蘭在《TENET天能》上映後，不只加入電影電視工程師協會的顧問團，還擔任《正義聯盟》（2017年）的導演剪輯版（2021年）的執行製作人。

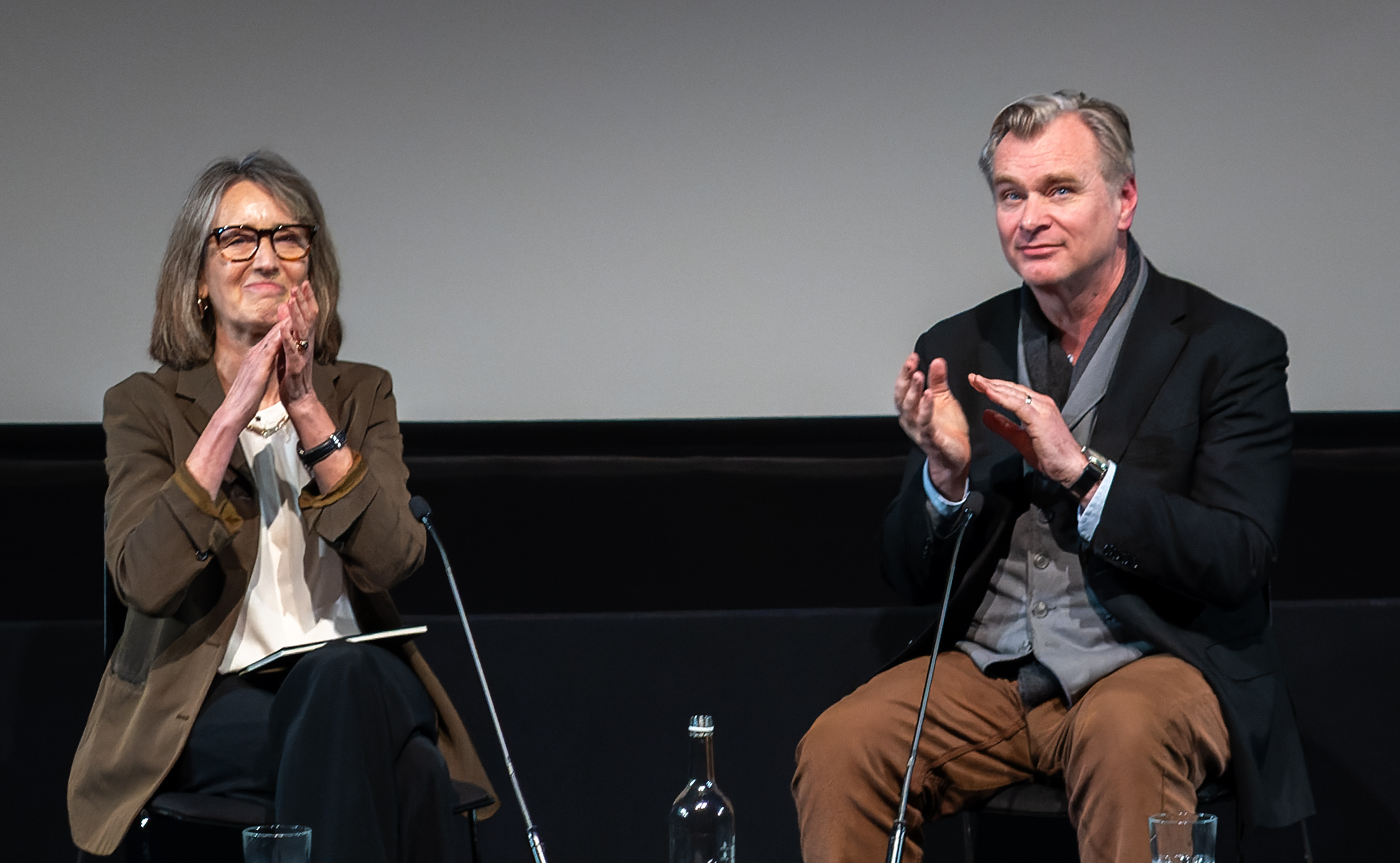
諾蘭出席2024年的英國電影協會南岸中心活動

諾蘭的第十二部導演作品是傳記片《奧本海默》（2023年），取材自J·罗伯特·奥本海默（基利安·墨菲飾演）和他在原子彈研發的角色。這是自《白夜追兇》以來諾蘭首部限制級電影，並由環球影業資助和發行，是自《凶心人》首部不是華納兄弟製作的電影，原因是他對後者把合作的電影同時放在影院和HBO Max的決定感到徹底失望。諾蘭與環球達成交易後，獲得約1億美金的製作預算、相同的營銷預算、完全的創意控制權、百分之二十的先期总票房、100天院線窗口期和大廠的禁售期（公司不會在《奧本海默》發行前後三週發行另一部電影）。影片廣受讚譽。《影音俱樂部》的馬修·傑克森（Matthew Jackson）表示「《奧本海默》當之無愧稱得起傑作。這是克里斯多福·諾蘭目前最佳的電影，（讓）我們最優秀的電影製作人（又）邁向新境界（的電影），也是能深深烙印在你腦海的電影」。BBC文化的卡琳·詹姆士稱片子「大膽、新穎且是（諾蘭）最成熟的作品」，並稱其是「《黑暗騎士》三部曲火爆、具有商業觸覺的緊湊情節」加上《凶心人》、《全面啟動》和《TENET天能》的「燒腦基礎」。《奧本海默》在全球賺取超過9億6000萬美金，成為2023年票房收入第三高的電影。在電影拿下的眾多獎項中，諾蘭贏得奧斯卡金像獎最佳導演及最佳影片。

## 個人生活與形象

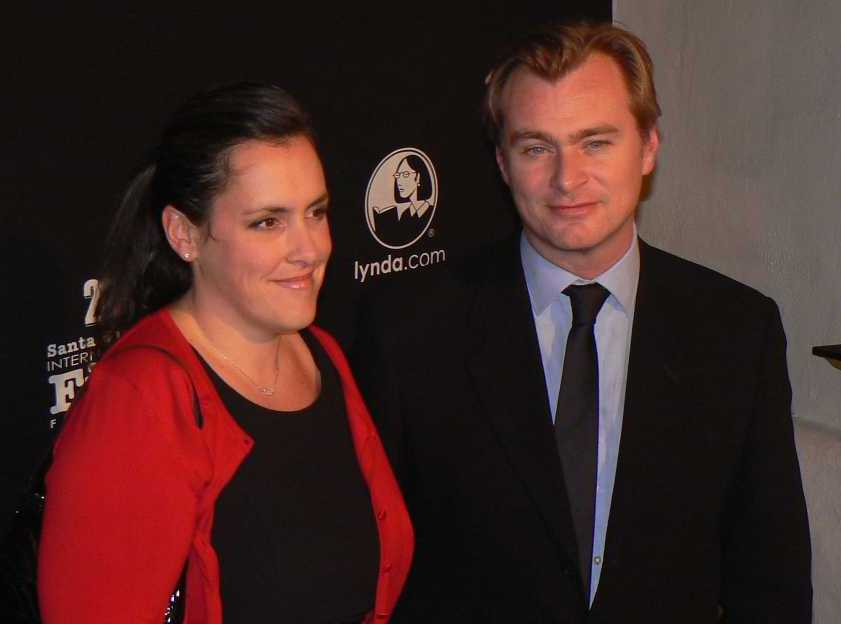
2011年1月，諾蘭和妻子艾玛·托马斯

諾蘭19歲在倫敦大學學院相識妻子艾玛·托马斯。她自1997年開始就擔任諾蘭所有電影的監製。兩人育有4個孩子，並在洛杉磯定居。
諾蘭很少接受關於宣傳自己電影的採訪，比較喜歡讓作品保持一定的神秘感。他拒絕討論個人生活，認為過多電影導演的生平資訊會影響觀眾的體驗，「事實上，我根本不希望人們在看電影時想起我」。作家斯圖亞特·喬伊（Stuart Joy）認為諾蘭不願談及個人生活，表明他渴望控制，這也是他作品反覆出現的主題。

## 執導風格
諾蘭的電影大部分是以形上學的主題為中心，並探索時間、記憶和人格同一性的概念。他的作品特徵有受到數學影響的想法和圖像、非常規敘事結構、唯物主義角度，及浮想聯翩的聲響使用。電影導演吉勒摩·戴托羅稱諾蘭是「情緒化的數學家」。BBC的藝術編輯威爾·岡珀茨覺得諾蘭是「藝術影院的電影導演，製作的票房大片理智又充滿野心，（除了）會讓你心跳加速，（也會）頭暈目眩」。約瑟夫·貝文寫道：「他的電影能讓藝術影院的常客享受超級英雄影片，多方觀眾（更）會沈浸在曲折離奇的情節比喻」。諾蘭認為自己是「大廠系統內工作的獨立電影製作人」。
職業哲學家和作家在16篇論文集《克里斯多福·諾蘭的哲學》（The Philosophy of Christopher Nolan）分析諾蘭的作品，他們發現當中的自我毀滅主題、真相的本質和價值，及英雄和反派的政治心態等。英語文學教授羅比·B·H·戈（Robbie B. H. Goh）稱諾蘭是「哲學電影導演」，並把存在主義、道德、知識論和区辨表象與真实的哲學思想融入描繪懸疑、動作和暴力的電影。戈很欣賞他把主題融入具有「好萊塢爆款元素」電影的能力，這有助於保持觀眾沈浸其中，但同時又「比典型的消費主義動作片更深思熟慮和自反」，更表示諾蘭的作品反映了「產品情況（從低預算電影到利潤豐厚大片）的異質性」、「多種類型和背景」和「宣揚他多才多藝的大量風格」。
電影理論家大衛·博維認為諾蘭能將自己的「實驗性慾望」與主流娛樂的需求相結合，稱他的所有作品「通過主觀觀點和交叉剪接技術在電影時代進行試驗」。諾蘭採用的實操性镜头内效果、微縮、模型，及以賽璐珞膠片拍攝都對21世紀早期的電影形成巨大影響。IndieWire於2019年表示就算製作大片已成為「主要由計算機生成的藝術形式」時，導演「讓可行的大預算電影製作替代模式倖存下來」。由於諾蘭深入參與自己電影的技術層面，斯圖亞特·喬伊稱他為「全面的電影製作人（……）監督製作的各個方面之餘，也管理文本之外的文化和工業因素」。

## 認可
諾蘭製作了當代最具影響力和最受歡迎的電影。他的許多作品獲評論界認證為該十年的最佳電影，而《華爾街日報》稱他「把賣座電影和藝術野心結合的能力讓他在業界具有非凡的影響力」。諾蘭的電影賺入50億美金，而《凶心人》和《黑暗騎士》因具有「文化、歷史和美學」意義被美國國會圖書館選擇保存在國家影片登記表。上述電影與《全面啟動》出現在英國廣播公司21世紀百大電影和《好萊塢報導》的有史以來最佳電影票選。2017年，《黑暗騎士》、《全面啟動》和《星際效應》入選《帝國》評選的「百大電影」。2018年，《好萊塢報導》把諾蘭列入百位最有影響力的娛樂界人物，並稱他是「屬於自己的特許經銷權」。《巡禮》在2022年的有史以來75名最佳導演把諾蘭排在第8。

諾蘭的兩部電影《凶心人》和《黑暗騎士》被國會圖書館選擇保存在國家影片登記表

諾蘭的作品「受到普通電影迷、影評人和電影學者的熱烈歡迎、分析和爭論」。英國電影協會的傑夫·安德魯稱諾蘭是「有說服力的創意說書人」，並覺得他是好萊塢主流電影中為數不多的當代導演會製作高度私人化的作品。安德魯更表示諾蘭的電影值得留意「並非大量的精湛技術和視覺天賦，而是出色的敘事獨創性和對複雜的哲學問題有著異常成熟的興趣」。大衛·博維指出諾蘭「被認為是最有成就的在世電影導演」，並引證他有能力把類型片變成藝術片和事件電影，及他的票房數字、好評和在電影觀眾的受歡迎程度。2008年，菲利普·法蘭奇認為諾蘭是「（21）世紀首位重要人才」。馬克·科莫德稱讚諾蘭帶來了「藝術影院獨立電影製作的控制能力和行為準則，並應用在好萊塢大片。他就是你不需要吸引品位低俗的觀眾也能獲利的活生生例子」。《觀察家報》的瑞恩·吉爾貝（Ryan Gilbey）覺得諾蘭是「技巧嫻熟且格調高雅的說書人，能結合史匹柏的壯觀場面和或亞倫·雷奈的智力錯綜複雜」。馬克·卡曾斯稱讚諾蘭會欣然接受遠大想法，「好萊塢的電影導演通常會迴避創意，但克里斯托弗·诺兰不會」。《綜藝》的斯科特·福恩德斯（Scott Foundas）表示諾蘭是「當代首屈一指的大畫布說書人」，《洛杉磯時報》的賈斯汀·張則稱他是「21世紀大片製作的偉大程序主義者，及實質性細節的愛好者」。
諾蘭受到許多同代人的稱讚，而他的作品也影響了他們。簡尼夫·班納稱諾蘭拍攝大型電影的方法「對現代電影來說獨一無二」，並補充「無論他的電影多麼受歡迎，他還是位藝術家和具有獨特風格的電影導演。我認為正因如此他已成為觀眾和幕後的英雄」。麥可·曼恩稱讚諾蘭的「獨到見解」，並覺得他是「發明了後英雄式的超級英雄」。尼可拉斯·羅吉談到諾蘭時表示：「人們講起『商業藝術』這個詞時通常在自我否定，（但）諾蘭在商業舞臺從事，作品卻詩情畫意」。马丁·斯科塞斯覺得諾蘭是拍出「製作精美大型電影」的電影導演。
稱讚諾蘭有能力「讓看似最沒有人情味的項目，（像）超級英雄史詩片和深空燒腦片，都會變得非常個人化」。斯蒂芬·斯皮尔伯格在討論藝術電影和大廠大片的區別時，稱諾蘭的《黑暗騎士》三部曲是兩者皆有的例子，並認為《記憶拼圖》和《全面啟動》是「大師級作品」。十分欣賞諾蘭的能力，「他能夠保持身份之餘，還在大银幕創造自己的宇宙……（並把）智力概念帶到現在的銀幕，這十分罕見。他製作的每部電影，我都對他的作品更加欽佩」。詹姆斯·卡梅隆對諾蘭未能憑《全面啟動》入圍奧斯卡最佳導演而感到扼腕，並稱這部電影「毫無疑問是年度最令人震驚的電影創作和導演作品」。

## 影視作品
- （1998年）
- 《凶心人》（2000年）
- 《白夜追兇》（2002年）
- 《蝙蝠俠：開戰時刻》（2005年）
- 《頂尖對決》（2006年）
- 《黑暗騎士》（2008年）
- 《全面啟動》（2010年）
- 《黑暗騎士：黎明昇起》（2012年）
- 《星际穿越》（2014年）
- 《敦克爾克大行動》（2017年）
- 《TENET天能》（2020年）
- 《奧本海默》（2023年）
- 《奧德賽》（2026年）

## 榮譽

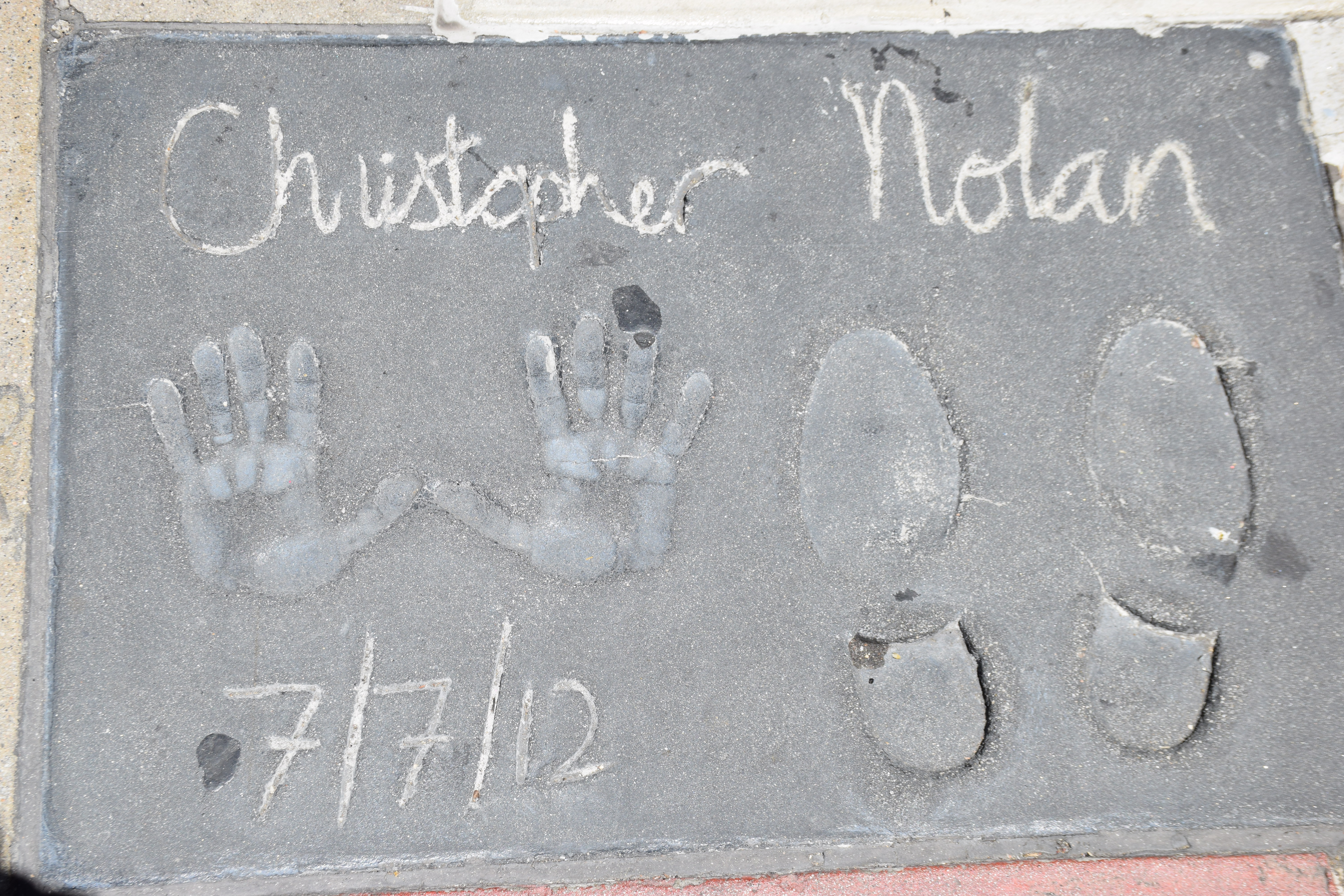
諾蘭在好萊塢格勞曼中國戲院前的手印和鞋印

諾蘭曾入圍8座奧斯卡金像獎（贏得兩座）、8座英國電影學院獎（贏得兩座）和8座金球獎（贏得一座）。諾蘭於2006年被任命為伦敦大学学院榮譽院士，並於2017年被授予文學系名譽博士學位。2011至2014年，他憑收入和知名度排進。2012年，諾蘭是在格勞曼中國戲院接受手足印儀式的最年輕導演。諾蘭於2015年入選《時代》的最具影響力一百人，並在2019年新年榮譽會因對電影的貢獻而授予大英帝國勳章。2023年，他憑《奧本海默》當中對科學家的塑造榮獲美國科學家聯盟的公共服務獎。2024年，諾蘭以「對影業有非凡成就和巨大貢獻」而獲得英國電影協會會士，並以「持續突破敘事界線」獲得法國電影藝術與技術學院的榮譽凱撒獎。同年3月，諾蘭因對電影的貢獻被授予爵士勳銜，而妻子艾瑪·湯瑪斯則被授勳為女爵士。

## 文獻
- Blouin, Michael J. . . Palgrave Macmillan. 2013: 143–160. ISBN 978-1-137-30522-0.
- deWaard, Andrew; Tait, R. Colin. . Columbia University Press. 2013. ISBN 978-0-231-16551-8.
- Eberl, Jason T.; Dunn, George A. (编). . Lexington Books. 2017. ISBN 978-1-498-51352-4.
- Elsaesser, Thomas. . Szaniawski, Jeremi  (编). . Bloomsbury Publishing. 2020: 29–51. ISBN 978-1-501-34765-8.
- Furby, Jacqueline; Joy, Stuart (编). . Columbia University Press. 2015. ISBN 978-0-231-85076-6.
  - Joy, Stuart. . Introduction: Dreaming a Little Bigger, Darling. Columbia University Press: 1–16. 2015.
  - Hill-Parks, Erin. . Chapter One: Developing an Auteur Through Reviews: The Critical Surround of Christopher Nolan. Columbia University Press: 17–30. 2015.
  - Ní Fhlainn, Sorcha. . Chapter Ten: 'You keep telling yourself what you know, but what do you believe?': Cultural Spin, Puzzle Films and Mind Games in the Cinema of Christopher Nolan. Columbia University Press: 147–163. 2015.
- Goh, Robbie B. H. . Bloomsbury Publishing. 2022. ISBN 978-1-3501-3996-1.
- James, Oliver; von Tunzelmann, Eugénie; Franklin, Paul; Thorne, Kip S.  (PDF). Classical and Quantum Gravity (IOP Publishing). 2015a, 32 (6): 065001  [30 December 2022]. doi:10.1088/0264-9381/32/6/065001. （原始内容存档于2022-12-30）.
- James, Oliver; von Tunzelmann, Eugénie; Franklin, Paul; Thorne, Kip S.  (PDF). American Journal of Physics (American Association of Physics Teachers). 2015b, 83 (6): 486–499  [2022-12-08]. doi:10.1119/1.4916949. （原始内容存档于2022-12-08）.
- Johnson, David Kyle. . . Springer Nature. 2020: 1–20. ISBN 978-3-319-97134-6. doi:10.1007/978-3-319-97134-6_5-1.
- Koole, Sander L.; Fockenberg, Daniel; Tops, Mattie; Schneider, Iris K. . Sullivan, Daniel; Greenberg, Jeff  (编). . Palgrave Macmillan. 2013: 135–150. ISBN 978-1-137-27688-9.
- McGowan, Todd. . . University of Texas Press. 2012: 147–170. ISBN 978-0-292-73782-2.
- Molloy, Claire. . Revue Française d'études Américaines (Belin éditeur). 2013, 136: 40–51. JSTOR 43830999.
- Mooney, Darren. . McFarland & Company. 2018. ISBN 978-14-766-7480-3.
- Mottram, James. . Faber and Faber. 2002. ISBN 0-571-21488-6.
- Nathan, Ian. . Quarto Publishing. 2022. ISBN 978-0-7112-7713-7.
- Shone, Tom. . Faber & Faber. 2020. ISBN 978-0-5713-4800-8.
- Smith, Basil. . Conard, Mark  (编). . University Press of Kentucky. 2007: 35–46. ISBN 978-0-8131-7230-9.
- Zornado, Joseph L.; Reilly, Sara. . . Springer Nature. 2021: 155–189. ISBN 978-3-030-85458-4.

## 延伸閱讀
- Belluomini, Lance. . Johnson, David Kyle  (编). . Palgrave Macmillan. 2020: 1–21. ISBN 978-3-319-97134-6. doi:10.1007/978-3-319-97134-6_99-1.
- Duncan Jesser, Jody; Pourroy, Janine. . Abrams Books. 2012. ISBN 978-1-4197-0369-0.
- Fischer, Mark. . Film Quarterly (University of California Press). 2011, 64 (3): 37–45. doi:10.1525/FQ.2011.64.3.37.
- Kellner, Douglas M.  1st. Wiley-Blackwell. 2009. ISBN 978-1405198240.
- Rabiger, Michael; Hurbis-Cherrier, Mick. . CRC Press. 2013. ISBN 978-1-135-09921-3.

## 外部連結
- 克里斯托弗·诺兰在互联网电影资料库（IMDb）上的資料（英文）
- Christopher Nolan在爛番茄上的頁面（英文）
- 在AllMovie上克里斯托弗·诺兰的頁面（英文）
- Tribute.ca （页面存档备份，存于）上的克里斯多福·諾蘭傳記 （页面存档备份，存于）
- 克里斯多福·諾蘭：如何執導你的首部長片 （页面存档备份，存于）